# Colm Wilkinson
Colm Wilkinson (ur. 5 czerwca 1944 w Dublinie), znany również jako C. T. Wilkinson, irlandzko-kanadyjski wokalista tenorowy i aktor musicalowy, najbardziej znany jako pierwszy anglojęzyczny odtwórca roli Jean Valjeana w musicalu Les Misérables (na West Endzie i Broadwayu) oraz jako odtwórca tytułowej roli w musicalu Upiór w Operze na festiwalu Sydmonton Festival i w oryginalnej kanadyjskiej produkcji.
Ze względu na związek artysty z tymi musicalami  odgrywał on role Jean Valjeana podczas koncertu z okazji dziesiątej rocznicy Les Misérables (w Royal Albert Hall) oraz jako specjalny gość podczas dwudziestej piątej rocznicy Les Misérables (w O2 Arena) i jako Upiór w koncertowej wersji musicalu Upiór w Operze w Royal Albert Hall.

## Kariera

### Początki
W roku 1972 artysta wygrał casting do dublińskiej wersji musicalu Andrew Lloyd Webbera Jesus Christ Superstar otrzymując partię Judasza. Nieco później powtórzył tę kreację na londyńskim West Endzie. W roku 1976 zaśpiewał rolę Che na albumie koncepcyjnym Evita (album poprzedzał wersję sceniczną musicalu wystawioną 2 lata później na West Endzie). Pod koniec lat 70 artysta poświęcił się karierze solowej, co zaowocowało m.in. reprezentowaniem Irlandii na Konkursie Eurowizji w roku 1978.

### Les Misérables
W roku 1985 otrzymał główną rolę Jean Valjeana w nowo powstałej angielskiej wersji musicalu Les Misérables na West Endzie. Spektakl ten odniósł oszałamiający sukces artystyczny i komercyjny (jest tam grany nieprzerwanie do dziś) i uczynił z Wilkinsona gwiazdę światowego formatu. Artysta powtórzył swój sukces, będąc również pierwszym Valjeanem w wersji broadwayowskiej spektaklu (mimo oporu amerykańskich związków zawodowych aktorów, które nie chciały dopuścić obcokrajowca do odtwarzania głównej roli spektaklu).
Colm Wilkinson jest uważany za wzorcowego, kanonicznego odtwórcę roli Valjeana i odtwarzał tę rolę przy wielu specjalnych okazjach, m.in. na:
- koncercie z okazji 10 rocznicy premiery Les Misérables w roku 1995.
- ceremonii zamknięcia EURO 96 w Londynie[3]
- koncercie Hey, Mr. Producer! poświęconym trzydziestoleciu pracy twórczej producenta Camerona Mackintosha w 1998
- 21 rocznicy premiery spektaklu[4] w 2006
- na koncercie galowym z okazji 25 rocznicy premiery spektaklu 3 października 2010[5]

W filmowej adaptacji musicalu (premiera w grudniu 2012) Wilkinson otrzymał epizodyczną rolę biskupa z Digne.

### Upiór w operze
Colm Wilkinson jest również znany z roli Upiora w musicalu Upiór w operze. Był historycznie pierwszym wykonawcą tej roli na testowym, przedpremierowym pokazie na festiwalu w Sydmonton w roku 1985. W kanadyjskiej adaptacji musicalu (artysta w 1989 przeprowadził się na stałe do Kanady) odtwarzał tę rolę ponad 1500 razy. Wilkinson wystąpił również jako gość specjalny w jubileuszowym spektaklu na 25 lecie premiery Upiora, które miało miejsce w dniu 2 października 2011.

## Dyskografia
Dostępna na stronie artysty